# Vanganel
Vanganel – wieś w Słowenii, w gminie miejskiej Koper. 1 stycznia 2018 liczyła 654 mieszkańców.